# 애드호크라시
애드호크라시(adhocracy)는 기존의 관료제에서 탈피하여 다양한 분야의 전문가들로 구성된 융통적, 적응적, 혁신적 사회조직을 말한다. 애드호크라시는 조직 문제 해결 시 규격화 및 표준화된 절차를 간소화 하거나 제거하여 전문지식을 가진 사람들이 상황에 맞게 처리하는 방식으로 문제에 접근하게 된다. 대표적인 유형으로는 매트릭스 구조, 태스크포스(TF), 위원회 조직 등이 있다.
애드호크라시는 워렌 베니스(Warren Bennis)가 1968년 저술한 The Temporary Society에서 처음 사용되었다. 워렌 베니스에 의하면, 애드호크라시는 급속히 변하는 사회와 기술에 대응하기 위해 전문적 지식이나 기술을 가진 이질적인 전문가들이 모인 집단이다. 또한 프로젝트를 중심으로 집단을 구성하여 문제를 해결하고 적응력이 뛰어난 임시체제이다.
그 후 1970년 앨빈 토플러(Alvin Toffler)가 쓴 《퓨쳐 쇼크》에 의해 널리 알려졌는데, 앨빈 토플에 의하면 애드호크라시는 정보의 빠른 순환과 기술과학의 극적인 변화로 혁신적이고 신속하게 반응할 수 있는 조직 형태가 요구됨에 따라, 미래의 활동적 조직으로써 등장하였다. 애드호크라시는 환경변화의 요구에 따라 일시적이고 유동적인 구성원들로 이루어지며 의사전달을 신속하게 할 수 있는 수평적인 조직형태로 점차 변화하게 되었다. 또한 예측할 수 없고 급변하는 상황에서 조직이 생존하기 위해서는 일시적인 역할구조를 갖추어야 하며 새로 직면한 문제 해결을 위한 좁은 전문지식이 필요하다. 특수목적을 위해 일시적으로 구성되었다가 해체되는 구조의 성격은 조직 전체의 지속성을 증가시킨다.
애드호크라시는 이후 조직관리 이론에서 자주 쓰이게 되었다. 애드호크라시의 개념은 헨리 민츠버그(Henry Mintzberg)와 같은 학자들에 의해 더욱 발전되는데, 헨리 민츠버그에 의하면 애드호크라시는 보다 빠르고 혁신적인 기능에 집중된 조직이나 기존 조직에서 임시적으로 형성된 조직에서 나타나고 중간계층이 기술 관료와 지원 스태프의 역할을 겸하고 있다. 자체적으로 운영 핵심을 지니고 있지 않은 만큼 무언가를 최종적으로 실행하는 조직이라기보다는 그 실행을 위한 문제해결에 최대한 초점을 맞춘 조직유형이라고 할 수 있다.

## 개관
막스 베버(Max Weber) 이후 이어져온 관료제가 전형적인 조직구조로 유지되어 왔으나 현대의 급변하는 환경 하에서는 조직을 부단히 개선하고 발전시켜야 한다. 이런 상황에서 조직을 어떻게 적응시켜 나가야 할 것인가 하는 것이 중요한 문제로 대두되고 있는데 그것이 바로 관료제와 대조를 이루는 개념으로 애드호크라시라는 조직구조이다. 즉, 관료제가 대규모성, 복잡성 그리고 표준화된 고정적, 기계적 구조와 계층제적 구조를 갖고 있는데 반해 애드호크라시적인 구조는 신축성이 있고 적응도가 높으며 혁신적인 성격을 띤다고 할 수 있다. 따라서 관료제를 기계적인 조직에 비유한다면 애드호크라시는 유기체적 조직에 비교할 수 있다.
로버트 워터맨 주니어(Robert H. Waterman, Jr)은 애드호크라시를 기회를 포착하고 문제를 해결하며 결과를 얻어내기 위해 정상적인 관료제 체계를 가로지르는 조직형태라고 하였다.
 헨리 민츠버그(Henry Mintzberg)는 애드호크라시는 복잡하고 역동적인 조직모형이라고 말한다. 토플러처럼 민츠버그는 관료제를 과거의 것으로, 애드호크라시는 미래의 것으로 간주한다. 성공적인 애드호크라시는 문제 해결과 혁신에 탁월하고 환경 변화 속에서도 번창할 수 있다. 애드호크라시가 발전하고 성장하기 위해서는 정교하면서도 자동화된 기술체계가 요구된다.

## 어원
어원적으로 살펴보면 애드호크라시는 adhoc와 cracy가 합해져서 이루어진 말인데 애드혹(adhoc)이란, 본래 라틴어로 문자 그대로는 “이를 위하여”(for this)의 뜻이다. 이는 부사와 형용사로 쓰이며 부사로서는“여타 목표로의 확대적용이나 추가적인 요원의 확충 없이 오로지 특별한 당면 목표나 목적의 달성을 위하여”(for the particular end or purpose at hand and without reference to sider application or employment)라는 의미를 가지며 형용사로서는 “특별한 목표나 목적과 관련하여 설립되어 활동하고 있는”(made, established, acting or concerned with a particular end or purpose)을 의미한다.
 크라시(cracy)란 그리스어의 kratia(power, strength: 통치, 지배)에서 온 접미사로서 통치형태(form of government) 또는 그러한 통치형태를 갖는 국가(state having such a form), 사회적 또는 정치적 계급(social or political class), 정부 또는 사회조직에 관한 이론(theory of government or of social organization) 같은 의미를 갖는다.

## 애드호크라시 요구환경
애드호크라시는 모든 조직에서 활용가능하고 효과적인 구조는 아니다. 애드호크라시가 어떤 조직에서 효과적으로 활용되기 위해서는 그 조직의 경영전략, 그 조직이 요구하는 기술의 성격, 조직의 환경, 그리고 조직의 발전단계와 잘 조화를 이루어야 하는 것이다.
헨리 민츠버그는 애드호크라시 조직이 효율적으로 적용될 수 있는 조건으로 5가지를 들었다. 능동적이며 복잡한 환경, 이질적인 요소가 병존하고 있는 환경, 제품의 빈번한 변화, 신생조직, 정교하고 자동화된 기술체계이다.
- 능동적이며 복잡한 환경: 일반으로 혁신이란 예측불가능하고 동태인 환경과 관련이 있으며 복잡한 수단을 필요로 하는 것이 보통이므로 애드호크라시는 동태이고 복잡한 환경에 적합하다고 할 수 있다. 그런데 동태적인 환경은 유기적인 구조를 요구하며 복잡한 환경은 분권화된 구조를 요구하기 때문에 애드호크라시는 유기적이며 동시에 분권적인 구조를 갖게 된다.
- 이질적인 요소가 병존하고 있는 환경: 한 기업이 다수의 제품 및 시장을 갖고 있을 때 제품을 중심으로 사업 부제를 실시하면 제품의 연성이 상실되는 딜레마에 빠지게 되는데 이는 특히 다국적기업의 경우에 심각한 문제로 등장할 수 있다. 그러나 제품과 시장이라는 두 이질인 요소를 고려하여 매트릭스 조직을 형성함으로써 이 문제점은 해결될 수 있다.
- 제품의 빈번한 변화: 기업이 생산하는 제품이 매우 빈번히 변화하는 동태적인 상황 하에서는 애드호크라시가 발생하게 된다. 그 극단적인 예로는 단위생산기업을 들 수 있는데 단위 생산이란 개개인의 주문에 따라 개별적인 제품을 생산하는 것이므로 표준화가 불가능하여 애드호크라시적 조직구조를 요구하게 되는 것이 다. 또한 제품경쟁이 극심한 상황에서도 애드호크라시가 발생하게 된다. 가격경쟁이나 마케팅 경쟁이 벌어지고 있을 경우에는 관료제로서도 이에 처하는 것이 어느 정도 가능하지만 제품 자체에 대한 경쟁(품질경쟁)의 경우에는 혁신이 요구되기 때문에 애드호크라시가 더욱 적합한 구조로서 등장하는 것이다.
- 신생조직: 조직구조 발달의 초기단계에서는 노동의 분화상태가 명확하지 않고, 또한 성공인 조직으로 성장하기 해서 혁신이 요구되는 것이 일반적인 사실이다. 따라서 신생조직의 경우 모든 권한 책임체계가 잘 짜인 관료제보다는 유기적인 애드호크라시가 더욱 적합한 조직구조 형태라고 할 수 있겠다.
- 정교하고 자동화된 기술체계: 조직의 기술체계가 정교화 되면 이를 설계・변경・유지하기 하여 고도로 훈련된 지원 스텝이 필요하게 되므로 이들에게 상당한 정도의 기술 의사결정권이 이양된다. 따라서 지원 스텝은 조직의 핵심부문으로서 등장하게 되며 이 조직은 애드호크라시의 형태를 띠게 된다. 또한 조직의 기술체계가 자동화되면 작업자들에 대한 통제의 필요가 감소되므로 라인 관리자 및 기술진의 영향력이 쇠퇴하고 지원 스텝의 영향력이 증가한다. 기술체계의 자동화는 애드호크라시 구조를 탄생시키는 것이다. 이는 특히 석유화학공업과 같은 장치생산 산업과 깊은 관련이 있다.

## 애드호크라시 특성
애드호크라시의 조직의 일반적 특징을 조직구조 형성의 3대 기본변수인 복잡성, 집권화, 공식화에 비추어 보면 다음과 같다. 애드호크라시는 낮은 수준의 복잡성, 낮은 수준의 집권화, 낮은 수준의 공식화를 그 특징으로 하고 있다.
- 낮은 수준의 복잡성

애드호크라시 조직은 높은 수준의 수평적 분화와 낮은 수준의 수직적 분화로 인하여 낮은 수준의 복잡성을 나타낸다. 즉, 애드호크라시는 주로 공식적 훈련을 받은 상당한 전문가들로 구성되므로 수직적 분화의 정도는 낮은 반면 수평적 분화의 정도가 높다. 따라서 관료제 조직에서 찾아볼 수 있는 많은 관리단계가 애드호크라시 조직에는 없다.
그 이유로는 애드호크라시 조직은 탄력성을 필요로 하므로 많은 관리 단계가 그 조직의 적응력을 제한하기 때문이며 또한 전문가들은 자기에게 요구되는 행동을 스스로 취하므로(행위의 내재화) 감독의 필요가 별로 없기 때문이다.
- 낮은 수준의 집권화

애드호크라시는 분권적인 의사결정 즉, 전문성에 따른 의사결정으로 인하여 낮은 수준의 집권화를 나타낸다. 애드호크라시에 있어서 상위의 일반 관리자는 모든 결정을 내리기에는 전문적 지식이 없기 때문에 신속하고 탄력적인 환경적응을 위해서 분권적 의사결정이 필요하다. 따라서 애드호크라시에서는 의사결정이 분권화된 전문가 팀에 위임된다.
 조직의 구성원들은 필요한 대로 일시적인 업무에 배치되며 목적이 달성될 때까지 그 팀의 일원이 된다. 팀의 구성원이 되면 중요한 의사결정에 능동적으로 참여하여 민주적 의사결정이 진행되는데 이것은 관료제 조직에서 볼 수 있는 계층적 의사결정과는 대조적이다. 즉, 애드호크라시에서의 영향력은 직위 자체보다는 전문성에 기초를 두고 있다. 따라서 애드호크라시의 성격은 매우 적응적인 조직구조형태라 할 수 있다. 관료제에서 볼 수 있는 고정적인 부서는 끊임없이 변동하는 개별 팀으로 대치된다. 특수한 목적을 달성하기 위하여 조직 내에서는 팀이 구성되며 일단 목적을 달성한 팀은 곧 해체된다.
팀 구성원에게 부과되는 책임은 관료제 조직과는 달리 분명하게 기술할 수 없게 된다. 따라서 전문가들은 팀의 목적을 달성하기 위해 필요한 업무를 전문적으로 수행하므로 애드호크라시에서는 종종 업무가 중복되기도 한다.
- 낮은 수준의 공식화

애드호크라시 조직은 높은 수준의 전문성(professionalization)으로 인하여 낮은 수준의 공식화를 나타낸다. 즉, 애드호크라시에는 규칙과 규정이 별로 없으며 설사 존재한다 하더라도 느슨한 형태를 띠거나 비문서화되어 있다. 왜냐하면 규칙과 규정은 단지 행동의 표준화가 요구될 때만 효과적이기 때문이다. 
관료제와 애드호크라시를 비교해 보면 둘 다 전문가를 고용하는 점에서는 일치하지만 전문적 관료제 조직에서는 문제에 당면했을 때 즉시 그 문제를 분류하여 표준화된 프로그램으로 만든 후 이를 전문가들이 균일한 방식으로 처리한다. 그러나 애드호크라시에서는 보다 심도 있는 해결이 필요하므로 표준화나 공식화는 행하지 않는다는 점을 지적할 수 있다.
- 고도의 유기적 구조

애드호크라시는 고도의 유기적 구조를 시도한다. 혁신이라는 것은 기존의 패턴으로부터 벗어나는 것을 의미함으로 혁신적인 조직은 일체의 표준화에 의한 통제를 거부하기 때문이다. 다시 말하면 애드호크라시는 관료제 조직의 함정인 극도의 노동 분화, 고도로 공식화된 행위, 계획 및 통제시스템에 대한 강조 등 역할 명료성을 회피하는 것이다. 역할의 명료성은 혁신을 방해하기 때문이다. 
관료제 조직을 궁전에 비유한다면 애드호크라시적 조직은 텐트에 비유할 수도 있다. 궁전은 항상 한 곳에 고정되어 있으나 텐트는 마음대로 장소 이동을 하 수 있는 특징이 있다. 따라서 애드호크라시는 내부구조를 빈번히 변화시킨다.
예컨대 1960년대의 가장 유명한 애드호크라시인 미 항공 우주국(NASA)의 유인 우주비행센터는 처음 8년 동안 무려 17번이나 구조를 변화시켰다. 애드호크라시는 모든 조직구조 중에서 고전적인 관리 원칙 특히 명령 단일화의 원칙을 가장 무시하는 구조이다. 그러므로 애드호크라시 조직에서는 혁신을 위하여 정보와 의사결정과정이 탄력적이고 비공식적인 흐름을 갖게 된다. 따라서 이는 필요하다면 권한체계까지 무시할 수 있다는 것을 의미한다.
- 고도의 수평적 직무전문화

애드호크라시는 고도의 훈련과정을 거친 전문가를 고용하여 그들에게 권력을 부여함으로써 고도의 수평적인 직무전문화를 도출한다. 그리하여 애드호크라시는 관료제와 달리 조정을 위하여 기능의 표준화 대신 전문가 간의 상호조정에 의존하게 되므로 혁신을 추구할 수 있게 된다.
- 기능별 집단과 목적별 집단의 공존

혁신은 기존의 상이한 지식 및 기술의 결합을 요구하기 때문에 애드호크라시는 전통적인 전문화 및 분화의 벽을 파괴한다. 그러므로 관료제 조직에서는 각각의 구성원들은 자신에게 부과된 일만을 하는 데 반하여, 애드호크라시 조직에서는 각각의 전문가들은 서로의 노력들을 통합하여야 한다.
 관료제 조직이론에서는 “경영자는 조직의 모든 문제점과 해결방법을 알고 있다”고 가정하고 있다. 따라서 경영자는 각각의 전문화된 기능 부문에 전문가를 배치하기만 하면 된다. 또한 관료제 조직 이론에 의하면 경영자는 조직 내의 모든 상호관계를 알고 있으므로 수평적 의사소통은 직접적으로 필요한 사람에게만 한정되어도 좋다고 한다. 반면에 애드호크라시에서는 상이한 전문가들이 프로젝트를 중심으로 모여 모든 분야를 망라한 집단을 구성하며 그 안에서 활발한 의사소통이 진행된다.
 이 경우 각 전문가들은 자신의 전문분야를 떠나 있으면서 동시에 그 전문분야를 유지하여야 하는 모순에 봉착하게 된다. 여기서 애드호크라시는 기능별집단과 목적별 집단의 공존을 시도한다. 이에 대해서는 애드호크라시의 대표적 조직형태인 매트릭스 조직을 예로 들면 쉽게 이해될 수 있다. 매트릭스 조직에서는 조직을 기능별・시장 별로 동시에 부분화하고 있다. 따라서 각각의 구성원들은 혁신업무를 수행한다는 면에서는 프로젝트 팀에 속하지만 동시에 조직운영상(고용, 승진, 의사소통 등)으로는 기능적 단위에 속하기 때문에 기능분야를 떠나 있으면서도 그 분야의 특성을 유지 할 수 있게 된다.
- 연결 장치의 설치

애드호크라시는 효율적인 통합조직으로서 정보의 흐림에 따른 효율적인 연락장치의 설치를 시도한다. 애드호크라시는 혁신을 생명으로 하기 때문에 혁신을 저해하는 표준화에 의한 조정이나 직접적 통제는 조정의 수단으로 삼을 수 없다. 그러므로 애드호크라시는 조정의 수단으로서 전문가 간의 상호조정수단을 택하게 되는 바 이에 시도되는 것이 일련의 연락장치의 설치 및 활용이다.
 이러한 역할 담당자의 구체적인 예로서는 통합관리자, 프로젝트 매니저 등을 들 수 있다. 그들은 프로젝트 팀 내의 전문가들 사이에서 또는 상이한 프로젝트 팀 사이에서 또는 프로젝트 팀과 기능부문 사이에서 연락 및 조정의 역할을 담당한다. 대부분의 연락역할 담당자는 자신 또한 프로젝트를 담당하고 있는 전문가이다.
- 선택적 분권화

애드호크라시 조직은 고도로 훈련된 전문가들에게 의존하고 있기 때문에 권력이 분권화된다. 그런데 애드호크라시에서의 분권화는 각 전문가들이 수행하는 의사결정의 성질에 따라 각각 의사결정권이 위임되기 때문에 수평적 수직적인 선택적 분권화라고 할 수 있다.

### 요약
- 매우 유기적인 구조[3]
- 행동의 공식화가 약함[3]
- 작업의 전문화가 반드시 공식적인 훈련에 기반을 두지는 않음[3]
- 조직 관리에 용이하도록 전문가들을 소수의 시장 기반 프로젝트 팀에 배치하기보다 기능 단위로 그룹 지으려는 경향이 있음.[6]
- 불분명한 역할[6]
- 선택적인 분산화[6]
- 의사결정권이 분권화되어 있다.[8]
- 의사결정권의 민주적 분권화에 의한 재량권의 확보[8]
- 전문화된 팀에게 기업조직이 의지.[6]
- 전문적인 팀으로의 권력 이동[6]
- 지위가 가져다 주는 권위가 아닌 전문지식에 의해 형성된 영향력이 행사[8]
- 팀 내에서 또는 팀들 간에 조정을 위해 연락 장치에 의존 의사소통 비용이 높음(네트워크 시대에서 급격히 줄어듦)[6]
- 관료적이지 않은 문화[6]
- 고도의 전문적 지식을 가진 사람들로 충원되어 있기 때문에 복잡한 수직적 분화보다는 수평적 분화가 이루어져 구조가 복잡하지 않다.[8]
- 형식주의나 공식성에 얽매이지 않는다. 공식적 성격이 약한 반면에 전문성이 강하다.[8]
- 융통성과 신속성[8]
- 목표를 달성하면 해산[8]
- 팀의 크기는 팀의 성과가 관료제의 모든 부분에 영향을 미칠 만큼 커야 하며 동시에 효율적으로 일할 수 있을 만큼 작아야 한다.[5]

## 애드호크라시 유형

### 운영적 애드호크라시
애드호크라시는 고객을 대신해서 혁신적으로 직접 문제를 해결한다. 전문가 컨설팅 회사, 창조적인 광고 회사 또는 엔지니어링 프로토 타입의 제조와 같이 계약 하에 직접적으로 전문가들이 모여 일한다. 영화 제작 기관 또는 극단 같은 경우에는 계약 없이 일하기도 한다. 모든 운영 애드호크라시의 경우 전문 관료제 구조와 유사한 작업을 수행하지만 좁은 방향에 기인한다는 차이점이 있다. 또한 고객의 문제에 직면하며 운영 애드호크라시는 새로운 해결책을 찾기 위해 창조적인 노력을 한다는 것이 다르다. 운영적 애드호크라시는 혁신을 목표로 하지만 전문적 관료제는 완벽하게 목표에 수렴한다는 점에서 다르다. 운영 애드호크라시의 주요 기능은 관리 및 운영 작업이 하나의 과정으로 혼합하는 경향이 있다는 것이다. 즉 작업에 있어서 운영적 애드호크라시를 실행하였을 때 작업의 계획 및 설계 등 일의 구분을 하기 어렵다는 것이다.

### 관리적 애드호크라시
운영 애드호크라시에서는 고객 서비스를 제공하기 위해 프로젝트를 착수한다. 반면 관리적 애드호크라시에는 그 자체를 제공하는 프로젝트를 착수한다. 관리적 애드호크라시는 관리적 구성 요소와 운영과정에의 핵심요소 사이의 차이가 발생한다. 관리적 구성요소를 애드호크라시로 구성될 수 있게 남겨놓기 위하여 운영과정의 핵심 요소는 생략되어 불완전한 구조를 갖는다. 이에 따라 조직의 나머지 부분인 운영과정의 핵심 요소는 배제하여야 한다. 이 절단은 여러 가지 방법으로 일어날 수 있다. 첫째 핵심 요소는 필요할 때 별도의 조직으로 설정 될 수 있다. 둘째 다른 조직에게 계약으로 위임하는 것이 효과적일 때 운영의 핵심 요소가 모두 따로 수행할 수 있다. 셋째 핵심 요소 동작이 자동화 될 때 동작을 가능하게 하는 핵심 요소 관리자로부터 직접 감독을 하게하거나 또는 다른 제어 체제로부터 자동적으로 실행하게 함으로 사용된다.

## 애드호크라시 조직 형태

### 매트릭스 구조

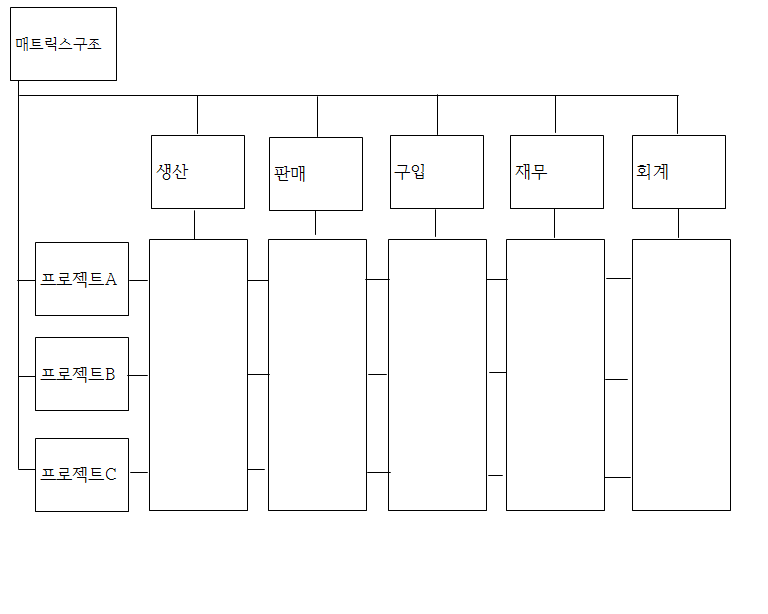
예시1매트릭스구조

이 구조는 60년대 초 미국의 항공회사들 사이에서 처음 개발된 것으로 '기능적인 구조와 생산적 구조의 결합'이라고 할 수 있다. 두 가지 특성을 지니고 있는데 하나는 관료제의 기본이라고 할 수 있는 명령 일의 개념에서 벗어나 두 명의 상위자로부터 명령을 수령한다는 것이며, 다른 하나는 기능적 구조와 생산적 구조의 장점만을 받아들이도록 설계되었다는 것이다. 계층의 원리에서 수직적 계통도 있으나 수평적 다각적 업무협조도 중요하다.
 매트릭스 조직은 이처럼 조직 환경이 다양하고 복잡해지면서 조직 활동을 기능 부문으로서 전문화시키고 동시에 전문화된 부문들을 프로젝트로 통합시킬 필요가 증대되기 때문에 만들어지는 조직형태를 말한다. 말하자면 기능구조(Functional structure)와 사업구조(project structure)의 통합을 시도하는 조직형태로서 기능구조가 가지는 단점(전문 요원의 집합으로 전문성을 살릴 수 있으나 통합이 어렵다.) 과 프로젝트 구조가 가지는 단점(전문요원의 통합 활용은 용이하나 비용이 중복된다는 문제가 있다.)을 시정하기 위해서 채택하고 있는 조직구조형태이다. 
 또한 부하상관의 관계에서 동료와 동료, 관리자와 기술자 등의 관계가 중요 하단 점에서 관료제의 상관 부하 계통에서 모든 중요한 일이 수행된다는 것과 구별이 된다. 조직목표는 단일적이지 않고 상대적으로 독립적인 단위들의 공통적인 관심사를 가지며 지시의 통일성 면에서 프로젝트 관리자가 단위 간의 공통된 목적 달성을 위해 협조 지속기간의 한정적인 형태이다. 기업환경의 변화가 다양해지고 복잡해지면서 환경의 변화에 동태적으로 대응할 수 있는 조직이 요청되었다. 융통성과 적응성을 중시한 조직이 필요한 것이다.
이러한 매트릭스 구조가 가지는 장점은 조직이 기술의 전문성과 제품라인의 혁신을 동시에 필요로 하는 경우에는 이 두 가지 측면을 모두 만족시킬 수 있으며
조직의 내부자원을 각 제품라인에 효율적으로 사용할 수 있고 외부환경의 변화에 신속히 대응할 수 있다는 것이다. 또한 조직구성원들에게 양부문의 관리기술을 습득할 기회를 제공하여 일반관리자로서의 자질을 함양시켜 주며 조직이 다수의 복잡하고 상호의존적인 활동을 수행하고 있을 때 여러 가지 활동의 조정을 용이하게 할 수 있는 것이다. 그리고 전문기술을 가진 사람들이 특정 기능부서나 사업부에 전속되지 않고 다양한 분야의 업무를 수행하게 됨으로써 규모의 경제로부터 오는 이익을 추구할 수 있다는 것이다.
한편 위와 같은 장점에도 불구하고 매트릭스조직은 아래와 같은 단점이 있다. 우선 명령일원화라는 전통적인 관리원칙을 벗어나 있다는 것이다. 또한 두 명의 상사를 갖는 직위에서는 역할갈등이 생기게 되므로 이들은 갈등을 해결할 수 있는 대인관계기술을 습득해야 하며, 이를 위한 훈련프로그램이 필요하다. 마지막으로 관리자들이 원활한 의사소통을 위한 활동을 할 수 있도록 하기 위해서 많은 시간을 필요로 한다. 매트릭스내의 사람들이 정보와 권한의 공유에 대하여 적응하지 못하는 경우 조직이 제 기능을 발휘하지 못하게 되므로 모든 조직구성원들이 서로 협조하려는 노력을 하여야 한다.

### 프로젝트 팀

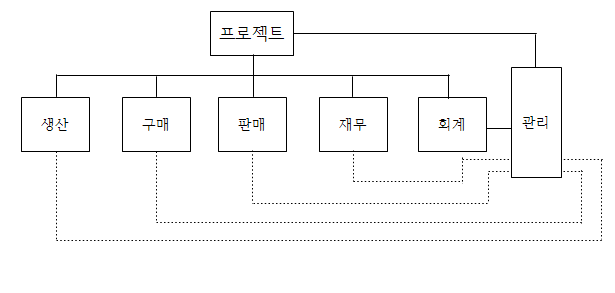
예시2프로젝트 구조

프로젝트 팀이란 특정한 목표를 달성하기 위하여 임시적으로 조직 내의 인적 물적 자원을 결합하는 것을 말한다.
 오늘날의 조직 환 경은 급속히 변하며 이것은 종래의 일상적, 반복적, 기계적인 조직형태로 서는 대처하기 힘든 어려운 문제들을 야기하고 있다. 이와 같은 문제 해결은 프로젝트 팀이 종래의 계선조직이 지니는 경직성을 제거 하고 전문성과 신축성을 보완하기 위하여 구성된 것이다. 
팀의 구성은 각각의 관계되는 계선조직으로부터 파견된 전문가들로 이루어지기 때문에 그 임무를 완수하고 나면 다시 원래의 소속기관으로 복귀하게 되므로 구성원들 간의 횡적인 관계가 중시되고 전문가로서 자율성, 자발성 동기부여를 중요시한다.
 이러한 프로젝트 구조가 잘 이루어지기 위해선 프로젝트의 성격이 목표, 결과의 면에서 상세하게 규정, 정의될 수 있어야 하며 프로젝트의 성패가 현존하는 조직 관리 팀의 생존을 좌우할 정도로 중요하고 과거에 경험하지 못했던 막대한 노력을 기울여야 한다는 판단이 내려져야 한다. 또한 프로젝트에서 상호의존성의 정도가 매우 깊어야 한다.
 물론 프로젝트 역시 불확실하고 복잡한 문제를 해결해 나가는 과정에 서 구성원 간에 갈등, 대립이 발생할 수밖에 없다. 구성원 간에 계층이 존재할 수밖에 없으나 비교적 각 구성원들에게 대폭적인 권한위임이 이루어지고 예산집행에 신축성을 기할 수 있으며 형식인 관리는 지양되어야 한 다는 점을 강조하고 있다.
 이 같은 프로젝트 팀은 태스크포스를 포함하는 넓은 의미의 개념으로서 홀든(Holden)오늘날 프로젝트 조직 이라고 불리고 있는 것들을 프로젝트 매니저, 프로젝트 매니저, 프로그램 매니저와 같이 3가지 유형으로 분류하고 있다.

### 태스크포스

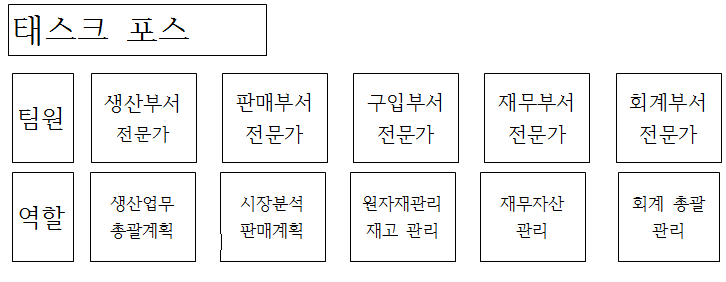
예시3태스크 포스

태스크포스란 구체적이고 분명하며 복잡할 뿐만 아니라 많은 수의 하부조직을 어우르는 과업을 달성하기 위해 구성되는 임시적 구조로서 임시적 매트리스 조직의 축소판이다.

집단 사이의 관계가 복잡해지고 상호작용에 관계되는 집단이 많아질수록 연결조정망의 통합능력에 한계가 있는 바 이에 대안으로 등장한 조직형태로서 특정한 목적이나 임무를 수행하기 위하여 관련된 각 부서를 대표하는 사람들로 구성되는 일시적인 조직을 말한다. 
태스크포스는 원래 일단 주어진 문제를 검토하고 해결책을 수립하는 역할에 그쳤으나, 근래에 와서는 해결책의 집행, 해결 및 책임을 지도록 하고 이에 필요한 모든 권한이 부여되는 성격을 띠고 있다. 태스크포스는 문제해결을 위해 대부분 90일을 넘지 않도록 함으로써 문제를 집중적으로 해결한다는 독특한 특징을 지니고 있다.

### 위원회
위원회는 다수로 구성되는 합의제 형태의 결정을 하는 조직 형태이다. 위원회는 다단계의 고층구조에 의해서 의사결정이 이루어지는 것이 아니라 대등한 입장에 있는 사람들이 회의에 의해서 의사결정이 이루어진다는 측면에서 수평적인 조직 형태의 하나라고 할 수 있다. 그리고 위원회는 다수의 위원들에 의해서 의사가 결정된다는 측면에서 독임제로 운영되는 계층제와 구별된다.
 위원회 조직이 필요한 경우는 원만한 의사결정을 위해 광범위한 경험과 배경을 가진 사람들을 한곳에 모아 논의하는 것이 바람직할 경우, 의사결정의 결과에 의해 영향 받게 될 사람들의 대표자도 참석시켜야 할 경우, 부담을 분산시킬 필요가 있을 경우, 어느 한 개인이 조직을 이끌어 갈 준비가 되어 있지 않은 관리상의 과도기인 경우 의사결정시 폭넓은 경험과 소양이 요구되는 경우와 이해당사자가 의사결정에 참여하는 것이 허용되는 경우에 효과적이다.
 위원회는 토론과 타협을 통해 이해관계를 조정할 수 있다. 노동자와 사용자 그리고 정부 측 대표가 참여하는 노사정위원회가 이들 삼자간의 이해 관계를 조정하는 그 예이다.
 또한 위원회조직은 기관 간∙부문 간의 협조와 조정을 확보하는 한 수단이 될 수 있다. 조직 내 한 부문의 업무와 활동이 다른 부문의 그것들과 유기적으로 연결되고 있기 때문에 위원회는 업무 협조를 위한 도구로 활용될 수 있고 또 한 부서의 편협한 문제 진단과 처방의 위험을 피할 수 있다.
 위원회 조직은 다양한 외부 전문가의 지식을 활용할 수 있는 장점이 있다. 그리고 조직 내부적으로는 조직구성원의 참여를 통해서 참여 의식을 불러일으킬 수 있고 또 이것을 통해서 의사전달을 원활하게 할 수 있다.
 하지만 많은 사람들이 참여하여 결정하기 때문에 의사결정이 지연되고 비용이 과다하게 소요될 수 있다. 계층제적 조직은 최고관리자에 의해서 신속하게 의사결정이 이루어질 수 있음에 반해 위원회 조직은 시간과 비용이 많이 든다. 위원회의 소집, 위원회의 운영 과정에서 의견의 대립이 있게 되면 결정을 하는데 시간이 많이 걸린다. 또한 위원회의 결정은 책임의 공유와 분산을 특징으로 한다. 따라서 결정에 무책임하게 될 가능성이 있다.

### 공동관리 구조
대학이나 연구소 그리고 그 이외의 고문조직에서 흔히 활용되는 애드호크라시 유형이 바로 공동 관리구조이다. 이 구조의 특징은 모든 의사결정이 완전한 민주주의적 방식에 의해 내려진다는 데 있다. 이러한 점에 있어서 이 구조는 대표자들에 의해 의사결정이 행해지는 태스크포스나 원회구조와 대조를 이룬다. 이 구조는 분권화와 많은 자유재량이 허용되는 대표적 형태를 취하고 있는 것이다.

## 애드호크라시의 장. 단점

### 애드호크라시 장점
애드호크라시의 장점은 높은 적응도와 창조성을 요구하는 조직의 경우에 적합하며 어떠한 공동목표를 달성하기 위해 개별적으로 활동하고 있는 여러 유형의 전문가들을 모아 상호 협력하도록 하고자 할 경우에 적합하다. 수행해야 할 업무가 전문지식을 요할 뿐 아니라, 비정형화되어 있고, 또 너무 복잡해서 한 사람의 힘으로는 감당하기 어려운 경우, 애드호크라시는 유용한 대안이 될 수 있는 것이다. 환경이나 상황이 급변하거나 유동적인 경우, 그리고 조직의 초기발전 단계에서 특히 유용하다. 인적자원의 효율적 활용 미 엘리트의 순환을 촉진하기도 한다.

### 애드호크라시 단점
애드호크라시의 단점은 서로 다른 전문가들이 모여 팀을 구성하고 있기 때문에 상하관계 및 책임소재의 불분명성으로 인한 긴장과 갈등이 발생하기 쉽다. 전통적, 기계적 관료조직이 가진 표준화된 작업체계가 존재하지 않기 때문에 작업을 체계적으로 구획하고 세분화하기 어려우며 정확성이나 관리성이 결여될 수 있다. 섣부른 조치, 조직의 일시적인 성격으로 인한 인사문제, 제안되거나 착수한 행동의 극단주의, 애드호크라시의 어두운 측면에서 불거진 민주주의와 합법성에 대한 위협이 포함된다. 또한 관료제와 비교할 때 애드호크라시는 분명히 비효율적인 구조를 취하고 있다. 특히 애드호크라시는 표준화된 작업에서 오는 이점을 살리지 못하고 있다. 작업을 구획 화하고 세분화하기 어려우며 정확성이나 편리성이 결여되어 있어 효율적이지 못하다. 이러한 문제들을 다루기 위해 애드호크라시 연구가들은 애드호크라시와 관료제를 합병한 ‘관료제-애드호크라시’을 제안한다.

## 사례
ABB korea

- 도입배경

1988년 합병 이후 회사 사업장과 분야가 급속도로 확장되면서‘사업 관리 문제’가 대두되기 시작했다. 전 세계적으로 늘어가는 사업장을 어떤 방식으로 관리해야 하는지 특별히 수뇌부의 역량이 강조되고 집중되는 중앙집권 형식으로 진행할 것인지 하부 사업지의 자율성을 보장하는 지방 분권형식으로 진행할 것인지에 대한 논의가 이루어졌다. 이런 의사결정의 기로에서 합병 이후 취임한 ABB의 대표이사 퍼시 바르네빅(Barnevik) 회장은 전 세계에 퍼져있는 사업부의 권한을 증대시키고 그들의 자율적인 기업운영을 강조한 국제 매트릭스 조직을 도입하게 된다.
 바르네빅 회장은 급변하는 세계 경제 속에서 기업이 경쟁적 우위를 확보하기 위해 갖추어야 할 가장 중요한 요소 세 가지를 제시하였다. 바로 스피드, 군살 없는 조직, 그리고 세계화를 언급하였는데 이 세 가지를 가장 잘 반영하기 위해 선택한 조직이 바로 매트릭스 조직이라 할 수 있다.

- ABB korea 매트릭스 조직 운영 형태

바르네빅 회장의 세 가지 경영 철학(스피드, 군살 없는 조직, 세계화)은 그가 도입한 매트릭스 조직에 잘 적용되어 있다. 매트릭스 조직과 바르네빅 회장의 이념이 만나 탄생하게 된 ABB만의 매트릭스 형태는 바로 이익센터이다.

이익센터

ABB의 매트릭스 조직 역시 사업부 별 지역 별 이중 경영 형태를 취한다. 먼저 바르네빅 회장은 사업 분야를 주요사업부로 나누고 더욱 세분화 하여 세부사업부를 그 하부에 두었다. 그렇게 해서 주요 사업부를 8개로 나누고 그 밑에 하부 사업부를 100개를 두어 경영하였다. 지역별 사업부는 크게 유럽, 미주, 그리고 아시아·태평양으로 나눈 후 세부 지역을 50개로 나눴다. 따라서 제품별 사업부문은 세분화된 사업부 별로 경영상의 효율성을 추구하게 하고 제품과 기술의 혁신과 발전을 도모하도록 하였고 반대로 지역별 사업부문은 서로 다른 환경에서의 고객과의 네트워킹을 형성하고 관리하도록 하였다.
이익센터는 바로 ABB매트릭스 조직의 Y축(제품별 사업부) X축(지역별 사업부) 간의 세부 사업부의 접점으로 전 세계에 퍼져있는 5,000여개의 개별 사업장이다. ABB의 이익센터는 단순히 제품별 그리고 지역별 사업 책임자의 관리를 받는 접점으로서의 역할이 아닌 그 하나로써 완벽히 독립 된 중소기업의 역할을 수행한다. 다시 말하면 이익센터는 하나의 비즈니스 단위로 조직 자체적으로 명확한 비전과 목적을 소유한 형태라고 할 수 있다.
이들은 자신들이 제공해야 할 서비스의 질과 양에 대해 명확히 정의 할 수 있으며 소속에 상관없이 그들이 처한 경영환경 속에서 수요와 공급에 의한 가격 체제에 의해 운영된다. 이익센터는 그 조직 자체적으로 많은 역량을 개발 관리하는 것뿐만 아니라 많은 회사가 속해있는 지역의 많은 네트워크를 형성해 놓기 때문에 그 정보를 서로가 공유할 시 큰 시너지 효과를 낼 수 있다.

Englander steel

- 도입배경

Englander steel은 2900명의 종업원이 있으며 1년에 40만 톤의 철강을 생산하고 있는 180년 역사를 가지고 있는 기업이다. 지난 160년 동안 기능별 구조로 조직으로 유지해왔다.
하지만 환경이 복잡하고 경제적으로 변화함에 따라 경영자는 기능별 구조를 더 이상 유지하기 어렵다는 것을 깨달았다. 당시 Englander steel은 50% 이상의 주문에 대해 납기를 지키지 못했으며 인건비, 재료비, 에너지 비용이 증가함에 따라 이익이 줄어들고 있었고 시장점유율 또한 감소하고 있었다. 이에 Englander steel 사는 외부전문가의 자문을 통해 세분화된 시장에 딱 맞는 소수의 고부가가치 제품에 집중하며, 규모의 경제를 유지하고, 기능부서내의 세련된 기술을 유지할 수 있는 대안으로 매트릭스 조직을 도입하였다.
- Englander steel 매트릭스 조직 운영 형태

Englander steel은 오픈다이단조, 링제품, 바퀴와 축, 강판 등 4개의 제품라인을 가지고 있다. 사업 관리자에게는 사업계획, 생산비용, 제품의 재고, 선적, 이익 들을 포함해 각 라인에 대한 권한과 책임을 주었다. 이들은 자기 라인의 목표와 이익을 달성하도록 권한을 부여했다.
기능별 부사장은 기술적 결정에 대한 책임을 지고 있다. 기능별 관리자는 자기 분야에서 최신의 기술을 유지해야 하며, 자기 분야의 인력들이 제품라인에 적응할 수 있도록 새로운 주문에 대응하기 위해 기능부서의 인력들은 최신의 기술을 유지해야만 한다. 이들은 매트릭스와 기능별 구조로 이루어진 혼합형 매트릭스 구조를 사용하였다.
그 결과 90%의 주문에 대해 납기를 맞추고 있으며, 시장점유율 또한 회복하였다. 더 나아가서 수익성과 생산성 또한 꾸준히 증가하였다.

## 같이 보기
- 관료제
- 위원회
- 애드혹
- 태스크 포스
- 조직 구조(Organizational structure)
  - 조직 구조#매트릭스 조직(matrix structure)
- project team
- Henry Mintzberg
- 이질적 위계